# Anglia
Anglia (angolul: England, kiejtése IPA: /ˈɪŋglənd/) a Brit-sziget és az Egyesült Királyság legnagyobb és legnépesebb országrésze. Wales és Skócia határolja, melyek szintén az Egyesült Királyság részei. A többi oldalról tenger veszi körül. Nevét egy germán népcsoportról, az angolokról kapta, akik az 5. és 6. században telepedtek le ezen a területen. Legnagyobb városa London, mely egyben az Egyesült Királyság fővárosa is. Anglia a világ egyik legbefolyásosabb kulturális központja.
Innen ered az angol nyelv, az anglikán egyház és az angol jogrendszer, mely számos országban alapul szolgál. Fővárosa, London volt a Brit Birodalom központja, maga az ország pedig az ipari forradalom bölcsője. Anglia volt az első iparosodott ország és a Royal Society, az Egyesült Királyság tudományos akadémiájának otthona, mely a modern kísérletezésen alapuló tudományok megalapítója volt. Szintén ide köthető az első parlamenti demokrácia megalakulása és egyéb, a jogrendszert, közigazgatást érintő újítások is. Az Angol Királyság 1707. május 1-jéig különálló államot alkotott, ekkor azonban politikai unióra lépett a Skót Királysággal, megalakítva Nagy-Britanniát (a Walesi Hercegség már ezt megelőzően is Angliához tartozott). A brit szó eredete a kelta pretani volt, mely szigetlakókat jelent.

## Az angol szó eredete
Angliát az egyik legnagyobb germán törzs, az angolok után nevezték el (nevük angolul Angle volt, és ebből alakult ki a mai English szó, amit a mai angolok megnevezésére használnak). Ők az 5. és a 6. század környékén telepedtek le a mai Angliában, Mercia, Northumbria, és Kelet-Anglia területén. Úgy tartják, hogy ők az Angeln névre hallgató területről származtak, ami a mai Észak-Németország, Schleswig-Holstein tartomány északkeleti részén található. A törzs nevének eredetét tovább vizsgálva minden más bizonytalan, bár a népszerű elmélet szerint nem kell tovább menni az angle (jelentése mértani szög) szónál. Ez utalás a horog formájú Holstein régióra.

## Földrajz

### Anglia földrajzi leírása
Anglia egy Nyugat-Európában található terület, Nagy-Britannia déli és középső kétharmadát öleli fel. A legnagyobb területi egység az Egyesült Királyságon belül. Területe 130 395 négyzetkilométer. Hozzátartoznak a parttól nem messze található szigetek is, melyek közül a legnagyobb a Wight-sziget, de megemlíthető még az Orkney-szigetek, Shetland-szigetek, Hebridák és a Man-sziget is. Északon Skócia, nyugaton Wales, a többi irányból pedig az Északi-tenger, az Atlanti-óceán, az Ír-tenger és a La Manche határolja.
Franciaországtól ez utóbbi választja el. A köztük levő távolság 34 kilométer a Doveri-szoros legkeskenyebb részén. A Folkestone közelében található Csatorna-alagút közvetlen összeköttetést jelent az európai szárazfölddel. A francia-angol határ az alagút közepén van. Angliában nagyrészt inkább dombok találhatóak. Hegyek inkább az északi területen találhatóak, melyből kiemelhető a Pennine-hegység, ami Anglia keleti részét a nyugatitól elválasztja. Legmagasabb pontja a Cross Fell, ami 893 méter magas. Anglia legmagasabb pontja, a Scafell Pike 978 méterével, ami a Lake Disctrict Nemzeti Park területén található. A tereptípusok közti választóvonalat általában Tees–Exe-vonalként nevezik.
Az Angol-alföld három oldalról öleli körül a Pennine-hegységet. Az Északkelet-Angol-alföld a Tees folyótól északra (Northumberland területe), a Közép-Angol-alföld pedig a Pennine-hegységtől délre található és az Északnyugat-Angol-alföldben folytatódik.
Emellett van még egy lapos, alacsonyan fekvő mocsaras terület, a Fens-vidék, aminek nagy részét lecsapolták mezőgazdasági hasznosítás céljából. A legnagyobb természetes kikötő Poole-nál található.

### Éghajlata
Anglia a mérsékelt éghajlati övben fekszik. Az éves csapadék mennyisége jelentős, bár az évszakonkénti hőmérséklet változó.
 A napsütéses órák száma a déli partok mentén a legmagasabb. Itt elérheti az évenkénti 1750 órás átlagot, szemben a hegyvidékes területekkel, ahol ez kevesebb mint 1000 óra. A legtöbb napsütés májusban és júniusban van, a legkevesebb pedig decemberben. A leghosszabb havi (napsütéses) időtartam 383,9 óra volt Eastbourne területén (East Sussex) 1911 júliusában. A legrövidebb havi időtartam pedig 0 óra volt Westminster területén (Greater London) 1890 decemberében.
Az éves csapadék megoszlása területenként változik. A Lake District a legcsapadékosabb (2000 mm/év felett), de ehhez hasonló adatok jellemzik a Pennine-hegységet és a mocsaras vidékeket is. Azonban Kelet-Anglia, a Midlands, Anglia északkeleti és délkeleti részein ez az érték 700 mm/év alatt marad. Jellemzően három napból egy csapadékos (főleg a tél folyamán), bár előfordulnak száraz időszakok is. A legmagasabb napi csapadék mennyisége 279 mm volt Martinstownban (Dorset) 1955. július 18-án. Angliában az uralkodó szélirány a délkeleti, bár a keleti és északkeleti szelek sem ritkák. Viharos erejű szélről akkor beszélünk, ha a szél a szokásos 10 méteres mérési magasságban eléri legalább a 17,2 m/s sebességet 10 percet meghaladó időszakra a nap folyamán. Angliában a legerősebb szelek akkor fordulnak elő amikor az alacsony nyomású légtömegek áthaladnak a Brit-szigeten és környékén. Ez leginkább a téli időszakban fordul elő. Anglia viharos szél által leginkább érintett partjai Devon és Cornwall környékén találhatóak 15 nap/évvel, míg ez a szárazföld belső területein kevesebb mint 5 nap/év. Az éves átlaghőmérséklet az alacsonyabban fekvő területeken 8,5 és 11 °C közé esik. A legmagasabb értékek Cornwall környéki partszakaszokon fordulnak elő. A hőmérséklet éves átlaga 0,5 °C-ot esik 100 méterenként a magasság emelkedésével. A Brit-sziget hőmérsékletét nagyban befolyásolja a sziget körül található tengerek felszínének hőmérséklete. A partok közelében februárban végén, március elején a legalacsonyabb a hőmérséklet, míg a szárazföld belső részein ez a január és február
körüli időszakra jellemző.
Angliában a legalacsonyabb mért hőmérséklet –26,1 °C volt Newportban (Shropshire) 1982. január 10-én. A legmelegebb hónap általában a július. A legmagasabb mért érték 40,3 °C volt Coningsby területén 2022. július 19-én. Havazás inkább a hegyekben fordul elő. A hóeséses és havas esős napok száma éves szinten a délkeleti, part menti részeken 10 nap körül van, míg a Pennine-hegységben ez meghaladhatja az 50 napot.

### Főbb folyói

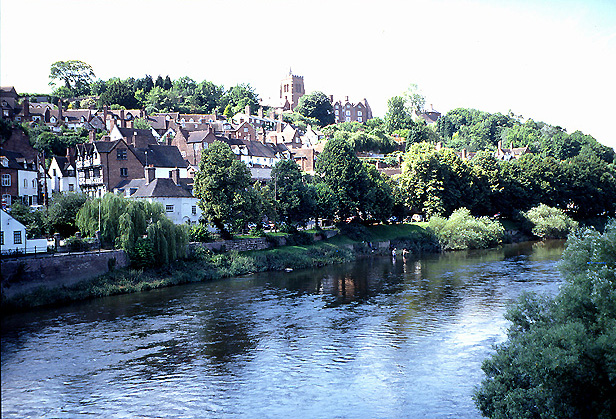
A Severn folyó

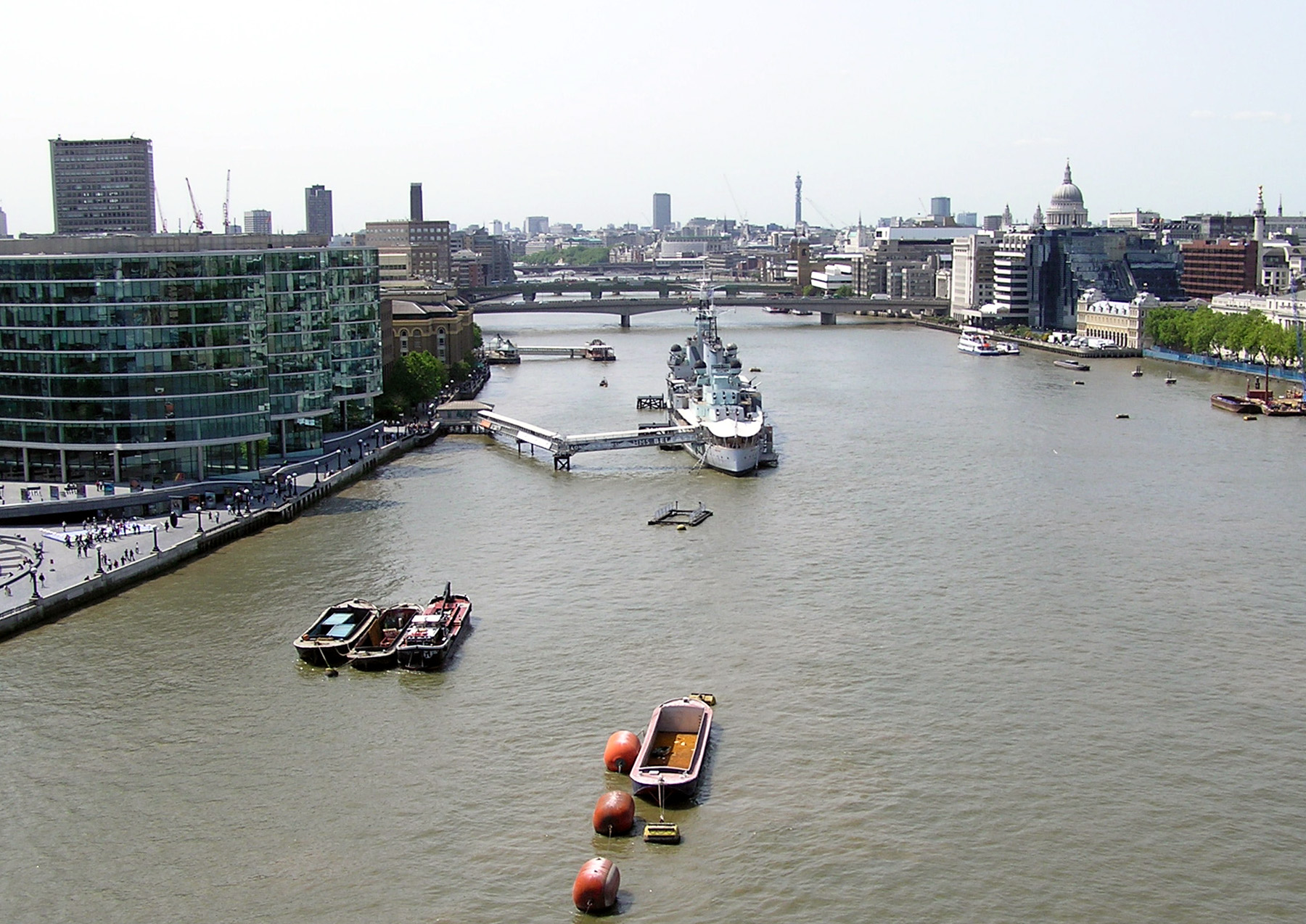
A Temze folyó a Tower hídról

Az Egyesült Királyság leghosszabb folyója a Severn (354 km hosszú), mely Anglia és Wales területén folyik keresztül. Jelentősek még az Oxford és London területét átszelő Temze, valamint a Trent és Mersey folyó.
Anglia főbb folyói és hosszúságuk:
| Folyó neve | Hossza | Egyéb megjegyzés                         |
| ---------- | ------ | ---------------------------------------- |
| Severn     | 354 km | Anglia és Wales területén keresztül      |
| Temze      | 346 km | Oxford és London területén keresztül     |
| Trent      | 297 km | A Midlands területén keresztül           |
| Aire       | 259 km | Yorkshire területén keresztül            |
| Great Ouse | 230 km | Kelet-Anglia területén keresztül         |
| Wye        | 215 km | Anglia és Wales területén keresztül      |
| Nene       | 161 km | Northamptonshire és Sutton Bridge között |

Egyéb jelentősebb folyók:
Eden, Avon, Ribble, Tyne, Tees, Mersey

## Demográfia

### Népességváltozás
| Lakosok száma | 8 331 434 | 32 544 685 | 46 639 800 | 46 813 693 | 47 552 651 | 48 519 129 | 49 679 267 | 51 815 853 | 54 786 300 | 57 106 398 |
|               | 1801      | 1901       | 1977       | 1983       | 1989       | 1996       | 2002       | 2008       | 2015       | 2022       |

### Főbb települései
A 2001. évi népszámlálás szerint a következő jelentősebb városcsoportok, úgynevezett agglomerációk és városok találhatóak Angliában:
| Helyezés | Agglomerációk                | Népesség (fő) | Helyezés | Legnépesebb városok | Népesség (fő) |
| -------- | ---------------------------- | ------------- | -------- | ------------------- | ------------- |
| 1.       | Nagy-London                  | 8 278 251     | 1.       | London              | 7 172 091     |
| 2.       | West Midlands vonzáskörzete  | 2 284 093     | 2.       | Birmingham          | 970 892       |
| 3.       | Nagy-Manchester              | 2 240 230     | 3.       | Liverpool           | 469 017       |
| 4.       | West Yorkshire vonzáskörzete | 1 499 465     | 4.       | Leeds               | 443 247       |
| 5.       | Tyneside vonzáskörzete       | 879 996       | 5.       | Sheffield           | 439 866       |
| 6.       | Liverpool vonzáskörzete      | 816 216       | 6.       | Bristol             | 420 556       |
| 7.       | Nottingham vonzáskörzete     | 666 358       | 7.       | Manchester          | 494 243       |
| 8.       | Sheffield vonzáskörzete      | 640 720       | 8.       | Leicester           | 330 574       |
| 9.       | Nagy-Bristol vonzáskörzete   | 551 066       | 9.       | Coventry            | 303 475       |

## Történelem

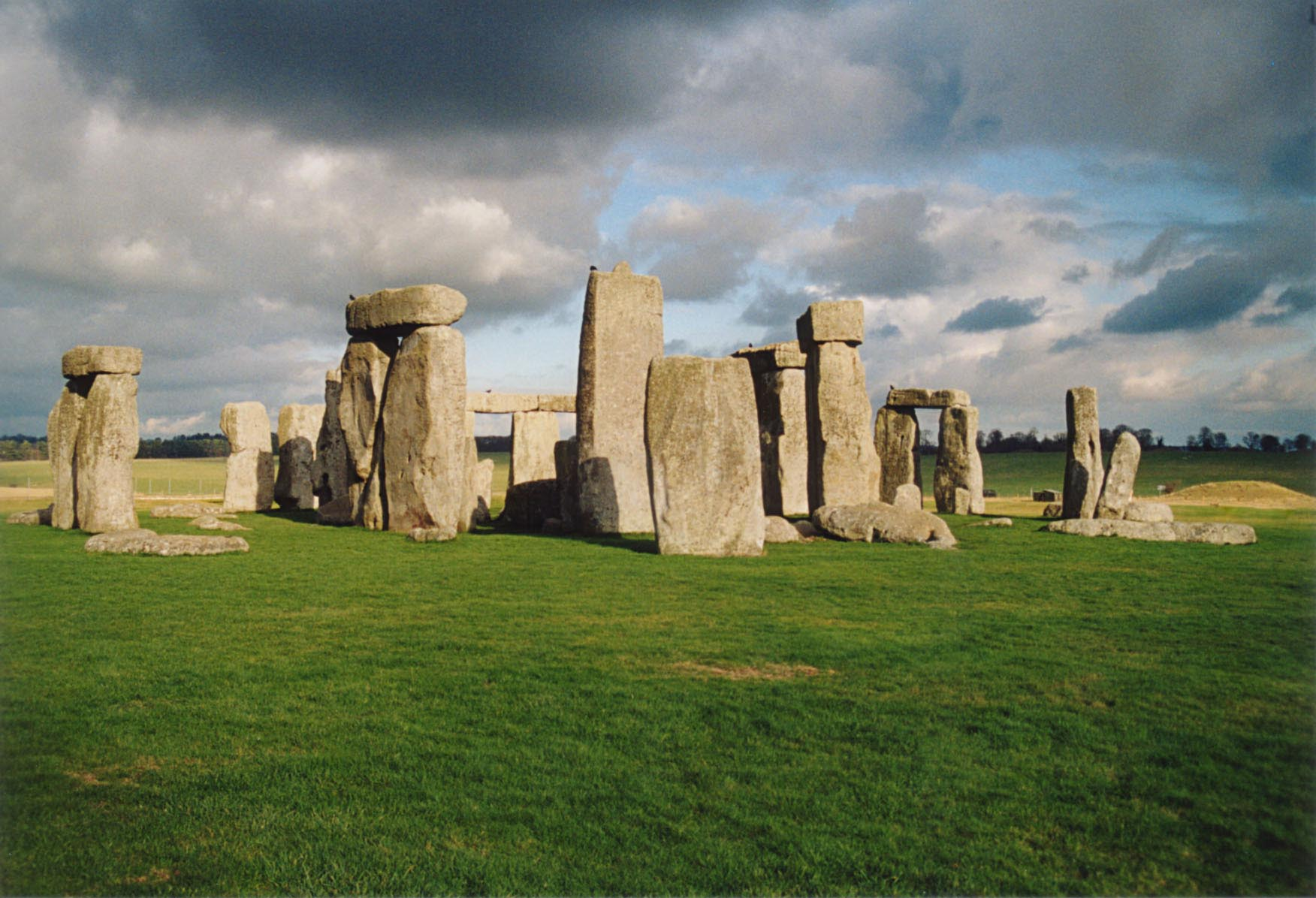
Az időszámítás előtti 2000-2500 között Wiltshire-ben emelt Stonehenge kőépítmény

### Az őskortól a római hódításig
A Norfolkban és Suffolkban talált kő- és kovaszerszámok alapján valószínűsíthető, hogy a mai Anglia területén körülbelül 700-750 000 évvel ezelőtt már éltek Homo erectusok („felegyenesedett emberek”). Ők vadászó-gyűjtögető életmódot folytattak. Anglia ekkor még összekapcsolódott az európai kontinenssel. A La Manche csatorna helyén ez időben egy nagy, nyugati irányú folyó volt, melynek mellékágaiból alakultak ki a Temze és a Szajna folyók. 25 000 évvel ezelőttre tehető az utolsó jégkorszak bekövetkezte, mely során a Brit-sziget meglehetősen elnéptelenedett. Ez körülbelül 10 000 évvel ezelőtt ért véget. I. e. 6000 körül, a jég olvadásával a tenger szintje megemelkedett és Anglia ezáltal levált az Európai kontinensről. A Brit-szigetet is benépesítő Homo sapiens (az első modern értelemben vett emberi faj) feltehetően 30-40 000 évvel ezelőtt érkezett Észak-Európába és szintén vadászó-gyűjtögető életmódot folytatott.
A földművelés, mely jelentősen megváltoztatta az emberiség életét, i. e. 5000 és 4500 között érte el a mai Anglia területét. Elterjedése a sziget különböző részein azonban további 2000 évet vett igénybe. Emellett elterjedt az állattenyésztés és a háziasított kutya tartása is. A földművelés elterjedését a nagyszámú bevándorlónak tulajdonították, bár DNS-vizsgálatokkal bebizonyították, hogy számuk csak 20% körül lehetett. Ezek az új körülmények elősegítették a letelepedett életmód létrejöttét. Megjelennek a közösségi temetkezési szokások is, mely során különböző, fontosnak tartott tárgyat is eltemettek a halottal. A sírnak a Naphoz való elhelyezkedése rituális szerepet töltött be. I. e. 3000-től megjelennek a Stonehenge jellegű kőépítmények. I. e. 2500-ban beköszönt a bronzkor, melyben megjelenik az Európa más részein már ismert ón és a vörösréz is. Ettől az időszaktól megélénkülnek a kereskedelmi kapcsolatok Európa többi részével. Angliát több bevándorlási hullám is elérte. Az utolsó bevándorlók egyike, az i. e. 1700 körül, a mai Hollandiából és a Rajna-vidékről érkezett Serleg Népe (angolul Beaker Folk) volt. Ők békésen összeolvadtak az őslakosokkal. A harcias kelták i. e. 800 körül és az azt követő időszakban érkeztek a mai Franciaország és Németország területéről, több hullámban. Ők idővel átvették a hatalmat. A vaskorszakban a kelta papok, a druidák irányításuk alatt tartották a kelta törzseket, a britonokat, a goideleket, a geeleket, a pikteket és a belgákat.
I. e. 900 és 600 között megjelennek terepviszonyokat védelmi célra kihasználó domb erődítmények (angolul hill forts). A déli részeken ezek jelentőségüket vesztették i. e. 100 körül, de a többi területen fontos szerepet töltöttek be a római hódításig.

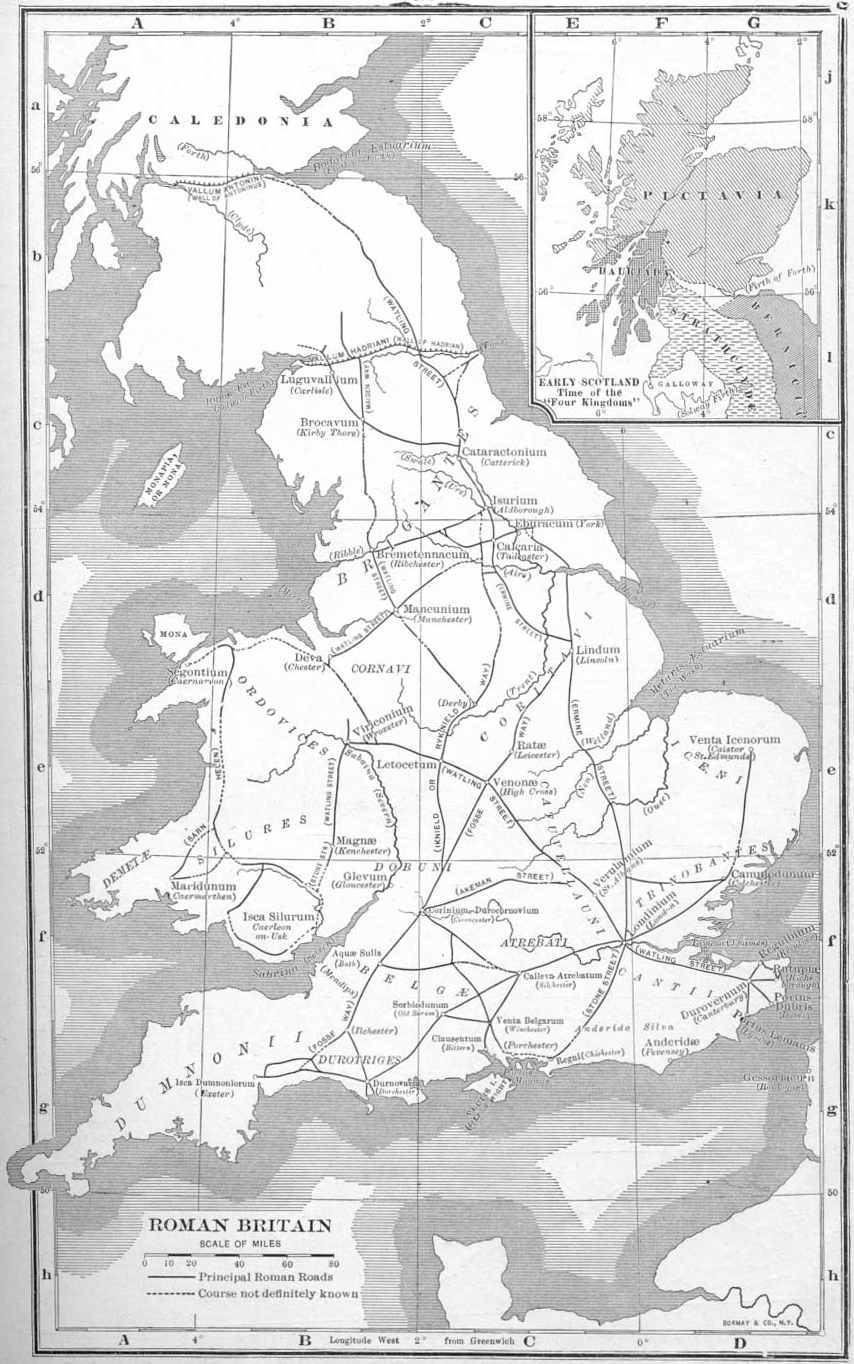
A római kori Britannia

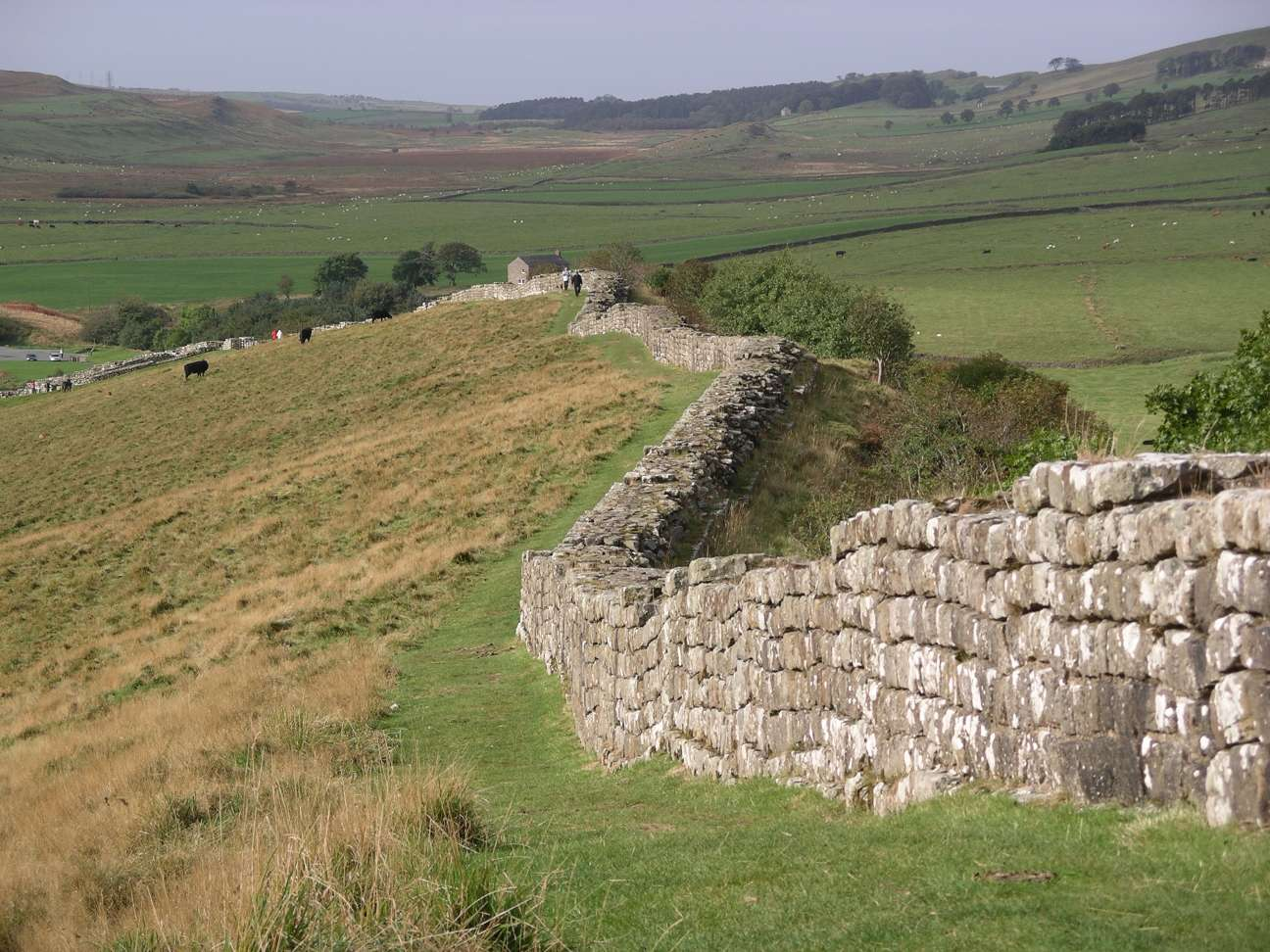
Hadrianus falának maradványai

### A római kori Britannia
Az i. e. 2. század végétől a Római Köztársaság befolyása elérte a Földközi-tenger nyugati és Franciaország déli részét. Ez a kapcsolatok kiterjesztéséhez vezetett Britannia és Róma között. Kezdetben ez csak a kereskedelemre vonatkozott. I. e. 50 után Gallia meghódítása után a római befolyás egyre erősödött. Britannia meghódítása előtt a rómaiak már diplomáciai kapcsolatban álltak számos törzzsel. Ebben az időszakban a déli területeken új településforma jelent meg: az oppidum. Több ezek közül nemcsak politikai, gazdasági és vallási központként működött, hanem pénzérmék előállításával is foglalkozott. I. e. 55-ben Julius Caesar római hadvezér légióival büntetőhadjáratot vezetett Britannia ellen. Ennek az volt az oka, hogy a brit kelták segítették a gall keltákat Róma ellenében. Julius Caesar Kentnél szállt partra és több törzzsel is megütközött. Bár a hadjárat sikeres volt, de átütő sikert mégsem sikerült elérnie. I. e. 54-ben visszatért és legyőzte Cunobelin kelta királyt, majd hadisarc fizetésére kötelezte. Bár Britanniát nem sikerült elfoglalnia, de ez mégis politikai sikert jelentett Caesar számára. Ebben az időszakban egyre több római telepes is érkezett Britanniába. Cunobelin törzsfőnök volt az első, aki politikailag egyesítette a déli területeket és őt már Rex Brittonumként hívták, bár halálával ez az államiság megszűnt.
Időszámításunk kezdete után 43-ban eljött a fő római invázió ideje Britannia ellen Claudius császár uralkodása alatt. A hadjárat sikere révén Britannia római provincia lett. A hadjáratot Vespasianus, későbbi római császár vezette i. sz. 43-44-ben. Hódításai révén kialakult a nagyjából a mai Anglia alacsonyabban fekvő területeire korlátozódó Britannia provincia. A törzsek egy része meg sem próbált harcolni, azonban a kelták zöme a harcot választotta. I. e. 51-ben sikerült legyőzni Caratacust, a Catavellauni törzs vezetőjét, aki az invázió ürügyét szolgáltatta. Ezt követte a norfolki Boudica királynő lázadása 60-61 körül. A helyzetet végül Cnaeus Iulius Agricola római tábornok és helytartó stabilizálta hosszú távon és a hódításokat kiterjesztette a mai Skócia déli részére. Az északi határ végül a Hadrianus fal kiépítésével alakult ki. A meg nem hódított területeken fennmaradt a kelta uralom. A római uralom fejlődést hozott Britannia számára. Új utak és városok épültek. Az első főváros Colchester volt, azonban stratégiai fekvése miatt, az addig jelentéktelen Londinium (a mai London) települést tették meg fővárossá. A kereszténység a 3. és a 4. században kezdett elterjedni. I. sz. 367-ben a kelta pikt és kaledón törzsek északról megtámadták a romanizált területeket. Emellett zavart okoztak a szász kalózok is a 3. század elején. A Római Birodalom ereje olyannyira meggyengült, hogy a római hadsereg 409 és 410 körül kivonult Anglia területéről, mivel a csapatokra máshol volt szüksége.
Bizonyosfokú római adminisztráció még fennmaradt ezután is Britanniában, de az 450 körül már biztosan megszűnt a Római Birodalom részének lenni.

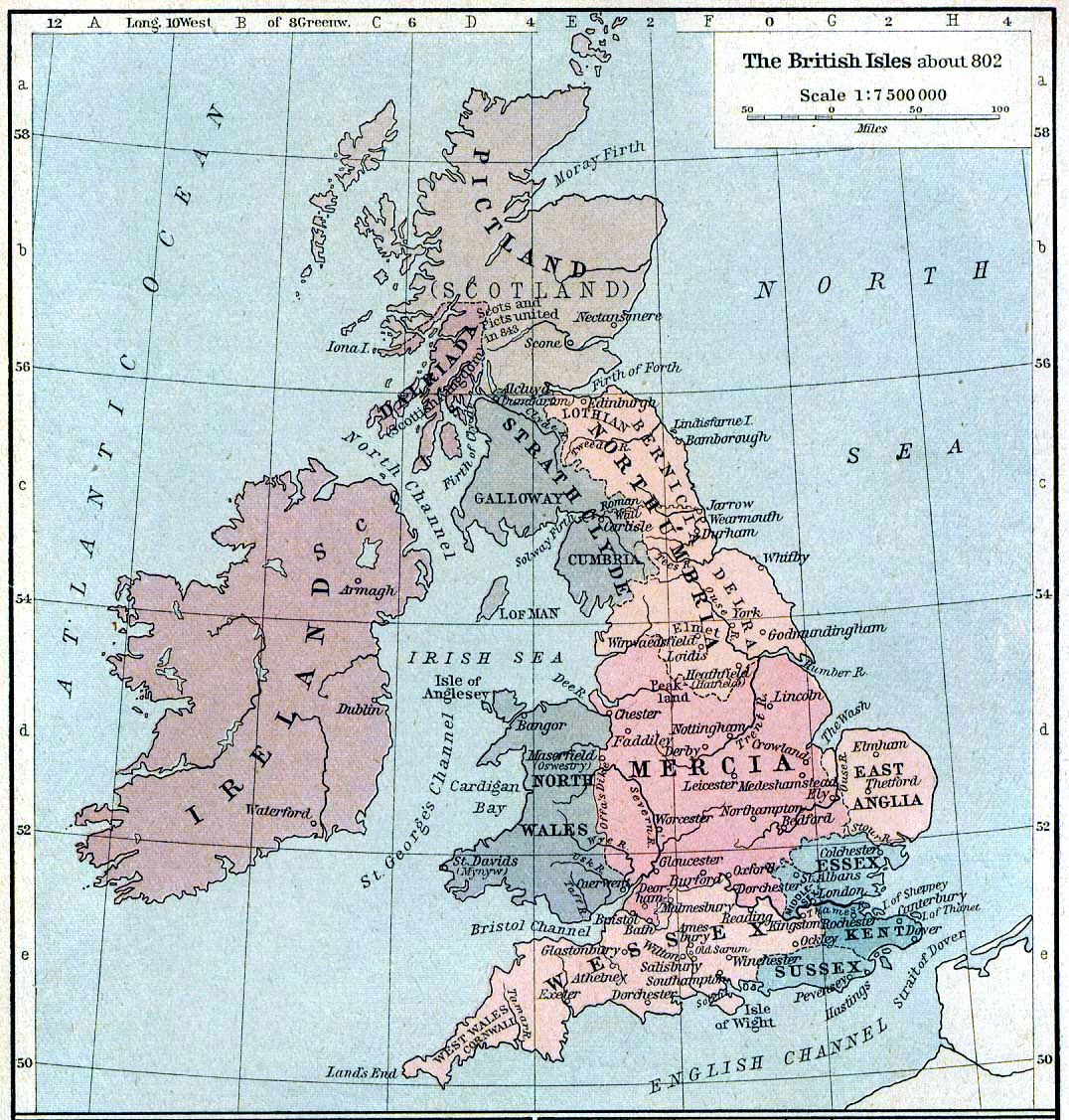
A hét angol királyság i. sz. 802 körül

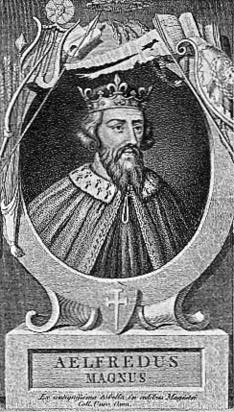
Nagy Alfréd király

### Az angolszász Anglia
Az angolszász Anglia történelme a középkor korai szakaszától a normann hódítás közötti időszakot öleli fel. A Római Birodalom bukásától és az ezt követő Angolszász Királyság megalakulásától 1066-ig tartott. Az 5. és 6. századi angolszász Angliáról fennmaradt töredékes tudásanyagot egy Gildas nevű 6. századi brit írónak köszönhetjük. Erre az időszakra tehető a legendás Artúr király uralkodásának ideje is, bár azt nem sikerült tisztázni, hogy valóban létező személy volt-e.
Az Angolszász Krónikát az angol nép történetéről a 9. századtól kezdték írni, amely szentek életéről szól, azonban költeményeket, régészeti leletekkel kapcsolatos leírásokat és helységneveket is tartalmaz. A 7. és 10. század közötti időszak fő témája a kereszténység elterjedése és Anglia politikai egyesítése volt. A feltételezések szerint a kereszténységet három irányból terjesztették el Angliában. Róma délen, Skócia és Írország északon, illetve nyugaton fejtette ki a hatását. 500 környékén Anglia területén hét kisebb, önálló királyság létezett: az úgynevezett Heptarchia (Northumbria, Mercia, Kelet-Anglia, Essex, Kent, Sussex és Wessex). Az angolszász királyságok gyakran léptek háborús koalícióra.

## Államszervezet
Az Egyesült Királyság államformája alkotmányos monarchia, kormányformája parlamentáris demokrácia.

## Közigazgatás

### Anglia megyei szintű felosztása
Jelenleg 48 úgynevezett ceremoniális megye található Angliában. Ezek találhatóak meg a legtöbb, ma használatos térképen, de számukat, nevüket gyakran változtatta az angol kormány. Ezek nem esnek egybe Anglia hagyományos, történelmi megyéivel. A legutóbbi felosztás az 1997-es Lieutenancies Act (törvény) alapján történt. Angliát felosztották megyei szintű területekre, amelyek mindegyikébe a korona delegál képviselőt (Lord-Lieutenant). Jelentős azoknak a személyeknek és csoportoknak a száma, akik Cornwallt nem Anglia közvetlen részének, hanem Főhercegségnek és az Egyesült Királyság nemzetének tartják.
Jelenlegi megyék:
- Bedfordshire, Lutont beleértve
- Berkshire
- Bristol
- Buckinghamshire, Milton Keynest beleértve
- Cambridgeshire, Peterborough-t beleértve
- Cheshire, Haltont és Warringtont beleértve
- City of London
- Cornwall, a Scilly-szigeteket beleértve
- Cumbria
- Derbyshire, Derbyt beleértve
- Devon, Plymoutht és Torbayt beleértve
- Dorset, Bournemoutht és Poole-t beleértve
- Durham, Darlington, Hartlepool, és Stockton-on-Tees (a Tees folyó északi részét) beleértve
- East Riding of Yorkshire, Kingston-upon-Hullt beleértve
- East Sussex, Brighton and Hove-ot beleértve
- Essex, Southend-on-Sea-t és Thurrockot beleértve
- Gloucestershire, South Gloucestershire-t beleértve
- Greater London, kivéve City of Londont
- Greater Manchester
- Hampshire, Southamptont és Portsmoutht beleértve
- Herefordshire
- Hertfordshire
- Wight-sziget
- Kent, kivéve Medwayt
- Lancashire, Blackburn with Darwent és Blackpoolt beleértve
- Leicestershire, Leicestert beleértve
- Lincolnshire, North Lincolnshire-t és North East Lincolnshire-t beleértve
- Merseyside
- Norfolk
- North Yorkshire, Yorkot, Middlesbrough-t, Redcar és Clevelandet és Stockton-on-Teest (a Tees folyó déli részét) beleértve
- Northamptonshire
- Northumberland
- Nottinghamshire, Nottinghamet beleértve
- Oxfordshire
- Rutland
- Shropshire, Telford és Wrekint beleértve
- Somerset, Bath és North East Somersetet és North Somersetet beleértve
- South Yorkshire
- Staffordshire, Stoke-on-Trentet beleértve
- Suffolk
- Surrey
- Tyne and Wear
- Warwickshire
- West Midlands
- West Sussex
- West Yorkshire
- Wiltshire, Swindont beleértve
- Worcestershire

## Gazdaság
Az Egyesült Királyság vezető kereskedelmi nagyhatalom és pénzügyi központ. A mezőgazdaság is kiemelt iparág és nagyon eredményes. Az elsődleges energiahordozók, mint a szén és az olaj a gazdaság főbb bevételi forrásai, de a legtöbb tőke mégis a biztosítási és bankszektorból érkezik.

## Kultúra
Anglia igen gazdag kulturális értékekben, mely magában foglalja mind a régmúlt örökségeit, mind az új értékeket. Anglia modern kultúráját néha nehéz külön jellemezni, vagy akárcsak tisztán elkülöníteni az Egyesült Királyság jellemzőitől. Létezik mégis valamiféle önálló történelmi, tradicionális angol kultúra sajátos regionális jellegzetességekkel.
Anglia kulturális öröksége kormányzati tényező, tekintettel a fontos helytörténeti értékeket képviselő épületek és területek hangsúlyozottan lelkiismeretes felügyeletére. A British Múzeum, a Brit Könyvtár és a Nemzeti Galéria a világ egyik legnagyobb gyűjteményével rendelkezik.
Az angolok fontos szerepet játszottak a művészetek és a tudomány világában. A modern nyugati tudományos és filozófiai gondolkodók történetének számos fontos szereplője angol gyökerekkel büszkélkedhet vagy anglia vendégszeretetét élvezte életének valamely részében. Elsők között említendő Isaac Newton, Francis Bacon, Michael Faraday, Charles Darwin, az új-zélandi születésű Ernest Rutherford, nagy filozófusok mint John Locke, John Stuart Mill, Herbert Spencer, Bertrand Russell és Thomas Hobbes, közgazdászok mint David Ricardo, John Maynard Keynes, vagy Karl Marx, de az atombomba fejlesztésén dolgozó tudóscsoport is itt kezdte meg munkáját.

### Építészet
Anglia szignifikáns szerepet töltött be a nyugati építészet fejlődésében. A világ legismertebb kastélyainak, várainak és erődítményeinek ad otthont, úgymint Warwick vára, a londoni Tower, vagy a Windsori kastély - a világ legnagyobb, és legrégebben folyamatosan lakott kastélya. Hatalmas nemesi kúriái, középkori és későbbi templomai, katedrálisai közismertek.
Az angol építészek a századok során minden stílusban közreműködtek, beleértve a tudor stílust, az angol barokkot, a györgy stílust, vagy az olyan viktoriánus vonulatokat, mint a gótika újjáélesztése. A modern angol építészetben ismert nevek Norman Foster és Richard Rogers.

### Gasztronómia
A középkorban még köztiszteletnek örvendett az angol konyhaművészet. Az idők során azonban egyre inkább csak humor tárgyát képező témává vált Britannia francia és más európai szomszédai számára. Mint valamiféle, a kifinomultságot teljesen nélkülöző képződményként tartotta számon a kontinentális ízlés egészen a 20. század végéig. Az Európán kívüli bevándorlók nyomán aztán - különös tekintettel a dél-, és kelet-ázsiai részekre - a múlt század közepétől fogva az angol konyha átalakult, ahogy az indiai és a kínai konyhák ízvilága behatásai egyre inkább erősödtek. Éttermek és gyorséttermek jelentek meg Britannia minden településén. Beülni egy indiaiba a brit társadalmi élet részévé vált. Kialakult és rögtön el is terjedt a világ többi részén is egyfajta hibrid étlap, mely ugyan ázsiai eredetű, de a brit ízléshez idomuló fogásokból áll. Sok, indiainak ismert étel - Tikka Masala, vagy Balti - gyakorlatilag innen eredeztethető.
A tradicionális angol konyha fogásai:
apple pie,
bangers and mash,
bedfordshire clanger,
black pudding,
bubble and squeak,
cornish pastry,
cottage pie,
devonshire cream tea,
faggot and peas ,
fish and chips ,
english breakfast - virsli, bab, tojás alkotja,
gravy,
Lancashire hotpot,
Lincolnshire sausage,
Mince pies,
Pie and mash,
Ploughman's lunch,
Pork pie,
Scouse,
Shepherd's pie,
Spotted Dick,
Steak and kidney pie,
Sunday roast,
Toad in the hole,
Yorkshire pudding

### Hagyományok
Lásd még: angol karácsony

## Nyelv

Az angol nyelve földrajzi elterjedtsége. A sötétkékkel jelölt országokban fő nyelvként, a világoskékkel jelölt országokban pedig hivatalos nyelvként használják

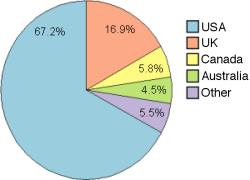
Az angol anyanyelvű országok lakosságának százalékos megoszlása (Crystal, 1997)

Az angol nyelv a világ egyik legelterjedtebb nyelve. Az anyanyelvi beszélők száma 309 - 380 millió között van. Számos országban hivatalos nyelvként használják a közigazgatás megkönnyítése céljából. Velük együtt számuk elérheti az 508 - 980 millió közötti értéket is. Pozitív becslések szerint majd egymilliárd ember tanul valamilyen szinten angolul. Emellett az ENSZ és az Európai Unió hivatalos nyelvei közé tartozik. Elterjedésében elsődleges szerepet játszott a nagy kiterjedésű Brit Birodalom létrehozása és napjainkban az Egyesült Államok jelentősége a világban. Számos dialektusa létezik, de a két legfontosabb a brit és az amerikai angol.
Az angol nyelv az indoeurópai nyelvcsalád germán alfajához tartozik és az 5. században betelepült germán törzs nyelvének mai változata. Legközelebbi rokona a fríz nyelv. Az angol nyelv története híven tükrözi az angol történelem alakulását és az uralkodó osztály fő tartózkodási helyét. Először az angolszász wessexi dialektus volt a mérvadó, majd normann időszak után a londoni vált azzá. A normann uralom alatt a francia volt a hivatalos nyelv, de ez csak a lakosság kis százalékát érintette. Az angol nyelv folyamatosan terjedt a Brit-szigeten, de a kelta nyelveket nem szorította ki teljesen.
Az angol nyelvet fejlődése szempontjából feloszthatjuk óangol (1150-ig), középangol (1150-től 1500-ig) és a modern angol periódusokra. A fejlődés hatására nyelvtanilag és kiejtésben sokat változott a nyelv, azonban ez a helyesírását nem érintette számottevően. Szókincse sokat fejlődött, de sok óangol szó is használatban maradt. Az angolban találhatunk sok latin, vallással kapcsolatos szót, de ugyanúgy egyéb skandináv eredetűeket is.
A francia nyelv hatása igen jelentős. A legtöbb igazságszolgáltatással kapcsolatos szó onnan származik, de számos egyéb átvétel is megtalálható.
A reneszánsz beköszönte óta tart a tudománnyal és technikával kapcsolatos kifejezések, szavak görög és latin tőből való képzése.

Példák:

Eredeti angol szavak: bread (kenyér), good (jó)

Latin eredetű szó: priest (pap)

Skandináv eredetű szavak: root (gyökér), egg (tojás)

Francia eredetű szó: judge (bíró)
Megjegyzést érdemel még, hogy a nagyszámú bevándorló hatására sok nyelv van napi használatban az országban. Ezek közül kiemelhetőek az indiai nyelvek, a lengyel nyelv és a kínai kisebbség dialektusai. Ők képezik a bevándorlók legnagyobb részét napjainkban.
Az öt legnagyobb angol anyanyelvű ország:
|   | Ország             | Anyanyelvű beszélők száma                                                 |
| - | ------------------ | ------------------------------------------------------------------------- |
| 1 | Egyesült Államok   | 214 809 000 1                                                             |
| 2 | Egyesült Királyság | 58 200 000 2                                                              |
| 3 | Kanada             | 17 694 830 3 Archiválva 2018. október 16-i dátummal a Wayback Machine-ben |
| 4 | Ausztrália         | 15 013 965 4                                                              |
| 5 | Írország           | 4 200 000+ (megközelítőleg) 2                                             |

## Vallás
A legtöbb ember keresztény 71% (anglikán), de ezenkívül minden más vallást szabadon gyakorolhatnak, akár a buddhizmust, a hinduizmust, a zsidót, az iszlámot, vagy a szikhet is. A britek kb. 23%-a nem tartozik semmilyen felekezethez.

## Sport
Bővebben: Angol labdarúgó-válogatott

### Labdarúgás
Anglia a sportágakat tekintve a labdarúgásban a legelismertebb, a Premier League az angol első osztály bajnoksága.
Leghíresebb csapatai: Manchester United, Liverpool, Chelsea, Arsenal, Tottenham Hotspur, Manchester City
Híresebb angol labdarúgók: Stanley Matthews, Gordon Banks, Bobby Charlton, Jack Charlton, Bobby Moore, Danny Blanchflower, Kevin Keegan, Peter Shilton, Stuart Pearce, Gary Lineker, John Barnes, Paul Gascoigne, Chris Waddle, Glenn Hoddle, Teddy Sheringham, Alan Shearer, David Beckham, Michael Owen, Frank Lampard, Wayne Rooney, John Terry, Steven Gerrard, Rio Ferdinand, Jamie Carragher.

### Formula–1
Számos világbajnoki címet szereztek autóversenyzői.
Híresebb angol versenyzők: Stirling Moss, Derek Warwick, Graham Hill, Nigel Mansell, Damon Hill, Jenson Button, Lewis Hamilton

## Képgaléria

### London

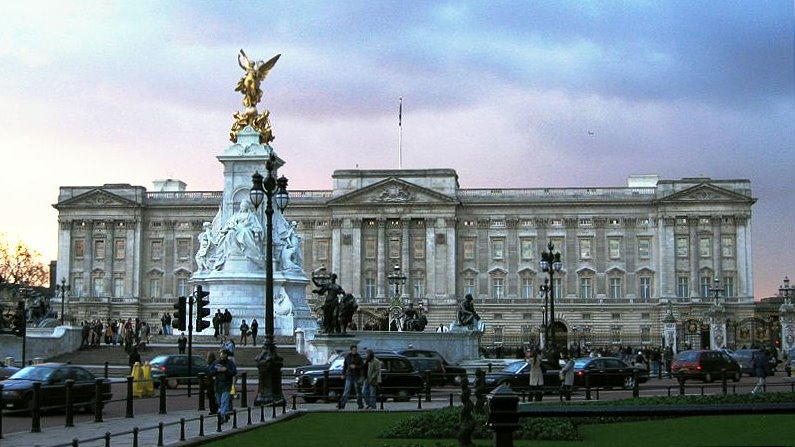
A Buckingham palota, az Egyesült Királyság uralkodójának hivatalos lakhelye
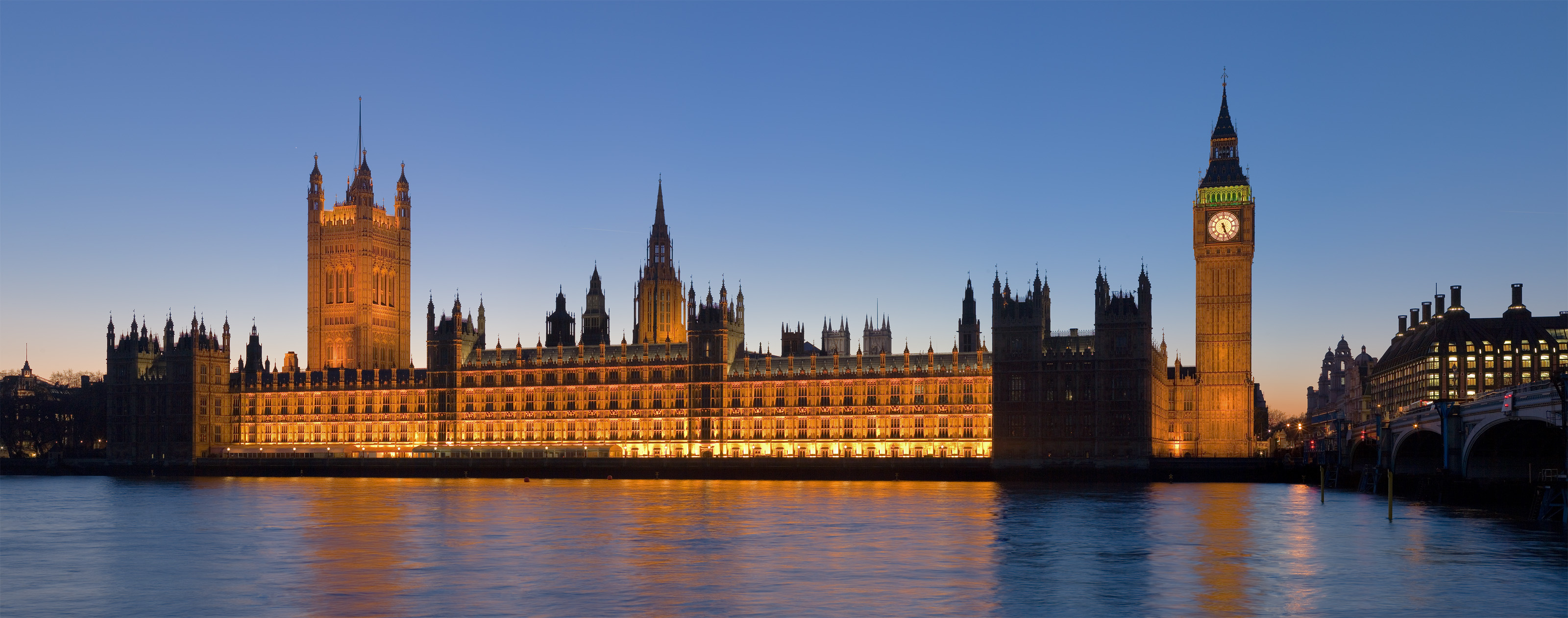
Az angol parlament épülete és a Big Ben
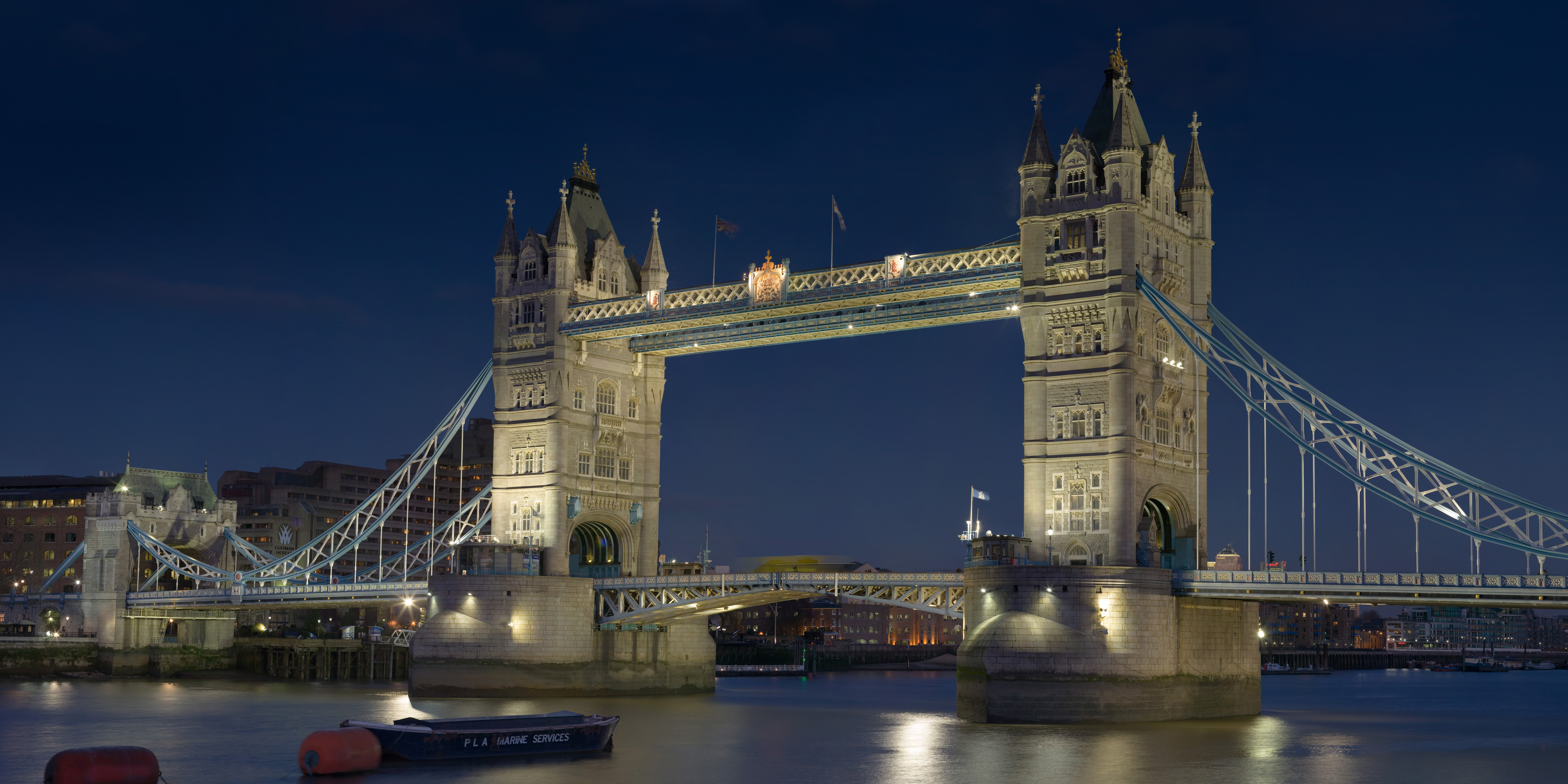
A londoni Tower híd
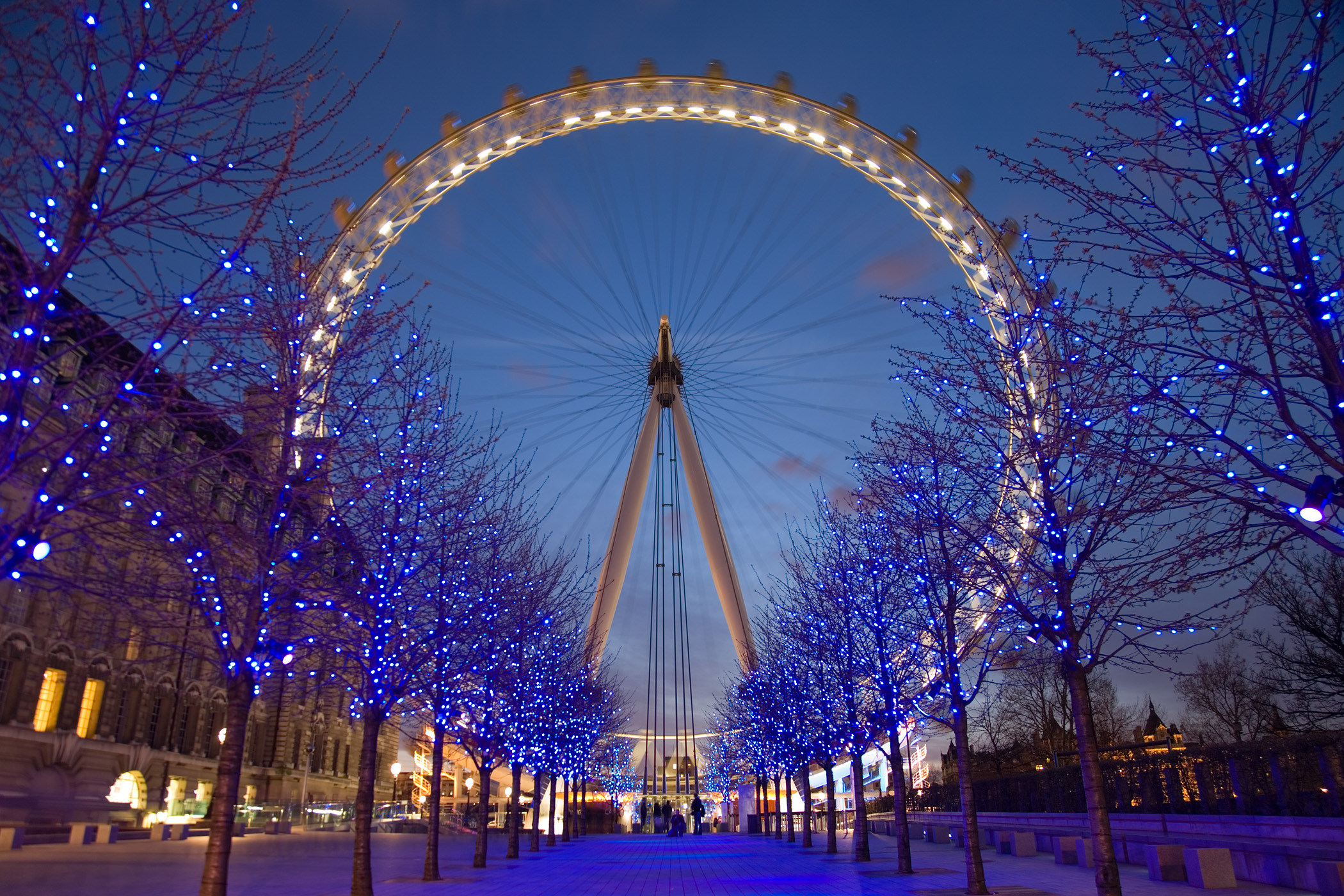
A London Eye éjszaka

### Liverpool, Manchester, Newcastle, Oxford

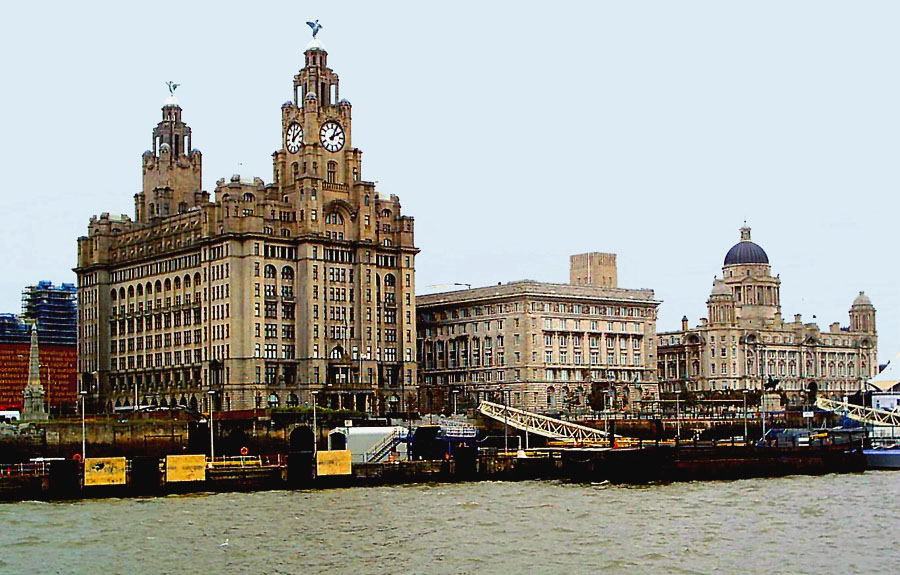
Liverpooli várossziluett
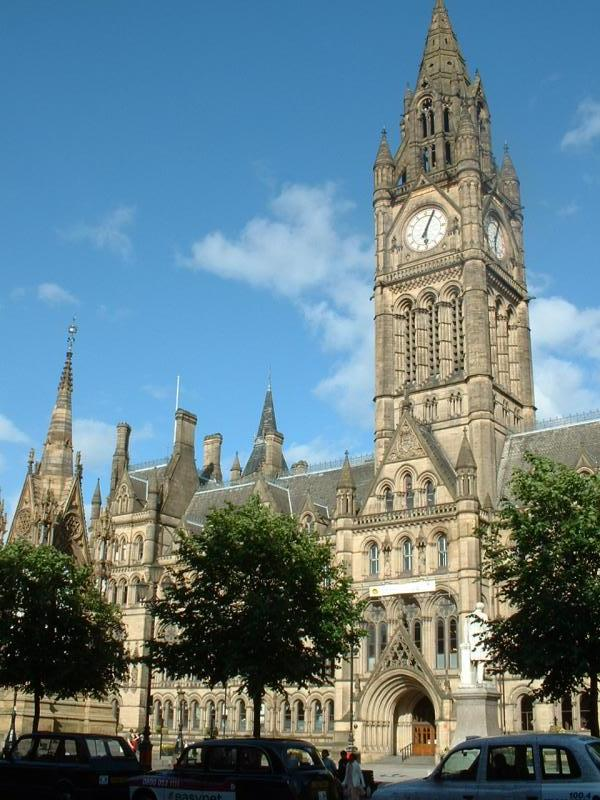
Manchester, Városháza
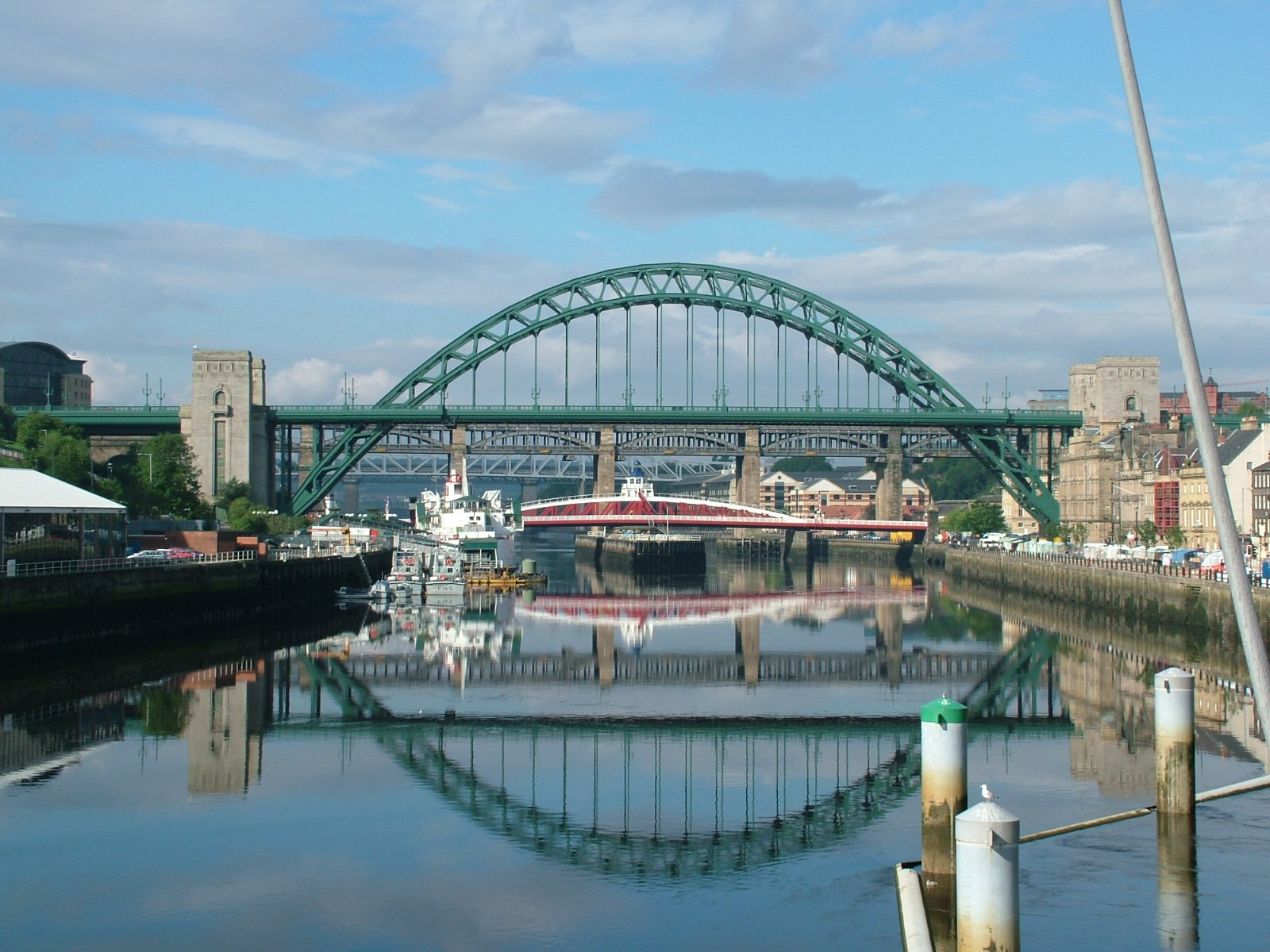
Newcastle, Tyne híd